# 10e étape du Tour d'Italie 2023
Pour un article plus général, voir Tour d'Italie 2023.
La 10e étape du Tour d'Italie 2023 se déroule le mardi 16 mai 2023 de Scandiano dans la région d'Émilie-Romagne à Viareggio en Toscane, sur une distance de 196 km.

## Parcours
La première partie de l'étape est globalement en montée et ponctuée par la longue ascension vers le Passo delle Radici (col de 2e catégorie). Dès le franchissement de ce col puis sa descente, l'immédiate montée de Monteperpoli (col de 4e catégorie, sommet à 76 km de l'arrivée) constitue la dernière difficulté du jour avant un profil sans beaucoup de relief jusqu'à l'arrivée au bord de la Mer de Ligurie, dans la station balnéaire toscane de Viareggio.

## Déroulement de la course
Non partant en raison d'un test positif au Covid-19, Remco Evenepoel a laissé le maillot rose à Geraint Thomas. Après plusieurs essais d'échappées et de regroupements partiels, un quatuor se forme et prend ses distances avec le peloton. Ces quatre attaquants sont Davide Bais (Eolo Kometa), Magnus Cort Nielsen (EF Education-EasyPost), Alessandro De Marchi (Jayco AlUla) et Derek Gee (Israel Premier Tech). Ils comptent jusqu'à 4 minutes et 45 secondes d'avance sur le peloton. Une fois le col de 2e catégorie du Passo delle Radici franchi en tête, Davide Bais, ayant obtenu les points utiles au classement du meilleur grimpeur, se relève et laisse filer ses trois compagnons d'échappée. Un contre de quatre hommes dont trois appartiennent à l'équipe Bahrain Victorious s'organise derrière les trois fuyards mais cette tentative de contre est annihilée par le peloton à 67 km de l'arrivée. La pluie rendant les routes glissantes provoque plusieurs chutes au sein du peloton. Bien que le peloton revienne à 40 secondes des fuyards à 5 kilomètres du terme, les trois coureurs échappés résistent et se disputent la victoire. Gee attaque juste avant la flamme rouge mais ne creuse pas un écart suffisant et, dans la dernière ligne droite, Magnus Cort Nielsen distance ses adversaires et s'impose facilement à Viareggio.

## Résultats

### Classement de l'étape
| \| Classement de l'étape \| Classement de l'étape \| Classement de l'étape \| Classement de l'étape \| Classement de l'étape \| \| Coureur \| Coureur \| Pays \| Équipe \| Temps \| \| --------------------- \| --------------------- \| --------------------- \| ---------------------------------- \| --------------------- \| \| 1er \| Magnus Cort Nielsen \| Danemark \| EF Education-EasyPost \| 4 h 51 min 15 s \| \| 2e \| Derek Gee \| Canada \| Israel-Premier Tech \| + 0 s \| \| 3e \| Alessandro De Marchi \| Italie \| Team Jayco AlUla \| + 2 s \| \| 4e \| Mads Pedersen \| Danemark \| Trek-Segafredo \| + 51 s \| \| 5e \| Pascal Ackermann \| Allemagne \| UAE Team Emirates \| + 51 s \| \| 6e \| Stefano Oldani \| Italie \| Alpecin-Deceuninck \| + 51 s \| \| 7e \| Jonathan Milan \| Italie \| Bahrain Victorious \| + 51 s \| \| 8e \| Mark Cavendish \| Royaume-Uni \| Astana Qazaqstan Team \| + 51 s \| \| 9e \| Mirco Maestri \| Italie \| Eolo-Kometa \| + 51 s \| \| 10e \| Filippo Fiorelli \| Italie \| Green Project-Bardiani CSF-Faizanè \| + 51 s \| |                      |             |                                    |                 |
| |                      |             |                                    |                 |
| Source : ProCyclingStats |                      |             |                                    |                 |
| Classement de l'étape |                      |             |                                    |                 |
| Coureur | Coureur              | Pays        | Équipe                             | Temps           |
| 1er | Magnus Cort Nielsen  | Danemark    | EF Education-EasyPost              | 4 h 51 min 15 s |
| 2e | Derek Gee            | Canada      | Israel-Premier Tech                | + 0 s           |
| 3e | Alessandro De Marchi | Italie      | Team Jayco AlUla                   | + 2 s           |
| 4e | Mads Pedersen        | Danemark    | Trek-Segafredo                     | + 51 s          |
| 5e | Pascal Ackermann     | Allemagne   | UAE Team Emirates                  | + 51 s          |
| 6e | Stefano Oldani       | Italie      | Alpecin-Deceuninck                 | + 51 s          |
| 7e | Jonathan Milan       | Italie      | Bahrain Victorious                 | + 51 s          |
| 8e | Mark Cavendish       | Royaume-Uni | Astana Qazaqstan Team              | + 51 s          |
| 9e | Mirco Maestri        | Italie      | Eolo-Kometa                        | + 51 s          |
| 10e | Filippo Fiorelli     | Italie      | Green Project-Bardiani CSF-Faizanè | + 51 s          |

### Points attribués pour le classement par points
| Sprint intermédiaire Villa Minozzo (km 48,1) | Sprint intermédiaire Villa Minozzo (km 48,1) | Sprint intermédiaire Villa Minozzo (km 48,1) | Sprint intermédiaire Villa Minozzo (km 48,1) | Sprint intermédiaire Villa Minozzo (km 48,1) |
| -------------------------------------------- | -------------------------------------------- | -------------------------------------------- | -------------------------------------------- | -------------------------------------------- |
|                                              | Coureur                                      | Pays                                         | Équipe                                       | Point(s)                                     |
| 1er                                          | Davide Bais                                  | Italie                                       | Eolo-Kometa                                  | 12                                           |
| 2e                                           | Alessandro De Marchi                         | Italie                                       | Jayco AlUla                                  | 8                                            |
| 3e                                           | Magnus Cort Nielsen                          | Danemark                                     | EF Education-EasyPost                        | 6                                            |
| 4e                                           | Derek Gee                                    | Canada                                       | Israel-Premier Tech                          | 5                                            |
| 5e                                           | Jonathan Milan                               | Italie                                       | Bahrain Victorious                           | 4                                            |
| 6e                                           | Michael Matthews                             | Australie                                    | Jayco AlUla                                  | 3                                            |
| 7e                                           | Mads Pedersen                                | Danemark                                     | Trek-Segafredo                               | 2                                            |
| 8e                                           | Lukas Pöstlberger                            | Autriche                                     | Jayco AlUla                                  | 1                                            |
| modifier                                     |                                              |                                              |                                              |                                              |

| Arrivée d'étape Viareggio (km 196) | Arrivée d'étape Viareggio (km 196) | Arrivée d'étape Viareggio (km 196) | Arrivée d'étape Viareggio (km 196) | Arrivée d'étape Viareggio (km 196) |
| ---------------------------------- | ---------------------------------- | ---------------------------------- | ---------------------------------- | ---------------------------------- |
|                                    | Coureur                            | Pays                               | Équipe                             | Point(s)                           |
| 1er                                | Magnus Cort Nielsen                | Danemark                           | EF Education-EasyPost              | 50                                 |
| 2e                                 | Derek Gee                          | Canada                             | Israel-Premier Tech                | 35                                 |
| 3e                                 | Alessandro De Marchi               | Italie                             | Jayco AlUla                        | 25                                 |
| 4e                                 | Mads Pedersen                      | Danemark                           | Trek-Segafredo                     | 18                                 |
| 5e                                 | Pascal Ackermann                   | Allemagne                          | UAE Emirates                       | 14                                 |
| 6e                                 | Stefano Oldani                     | Italie                             | Alpecin-Deceuninck                 | 12                                 |
| 7e                                 | Jonathan Milan                     | Italie                             | Bahrain Victorious                 | 10                                 |
| 8e                                 | Mark Cavendish                     | Grande-Bretagne                    | Astana Qazaqstan                   | 8                                  |
| 9e                                 | Mirco Maestri                      | Italie                             | Eolo-Kometa                        | 7                                  |
| 10e                                | Filippo Fiorelli                   | Italie                             | Green Project-Bardiani CSF-Faizanè | 6                                  |
| 11e                                | Lorenzo Rota                       | Italie                             | Intermarché-Circus-Wanty           | 5                                  |
| 12e                                | Marius Mayrhofer                   | Allemagne                          | Team DSM                           | 4                                  |
| 13e                                | Davide Ballerini                   | Italie                             | Soudal Quick-Step                  | 3                                  |
| 14e                                | Lennard Kämna                      | Allemagne                          | Bora-Hansgrohe                     | 2                                  |
| 15e                                | Filippo Magli                      | Italie                             | Green Project-Bardiani CSF-Faizanè | 1                                  |
| modifier                           |                                    |                                    |                                    |                                    |

### Points attribués pour le classement du meilleur grimpeur
| Passo delle Radici (km 87,5) 2e catégorie (33,7 km à 2,5%) | Passo delle Radici (km 87,5) 2e catégorie (33,7 km à 2,5%) | Passo delle Radici (km 87,5) 2e catégorie (33,7 km à 2,5%) | Passo delle Radici (km 87,5) 2e catégorie (33,7 km à 2,5%) | Passo delle Radici (km 87,5) 2e catégorie (33,7 km à 2,5%) |
| ---------------------------------------------------------- | ---------------------------------------------------------- | ---------------------------------------------------------- | ---------------------------------------------------------- | ---------------------------------------------------------- |
|                                                            | Coureur                                                    | Pays                                                       | Équipe                                                     | Point(s)                                                   |
| 1er                                                        | Davide Bais                                                | Italie                                                     | Eolo-Kometa                                                | 18                                                         |
| 2e                                                         | Magnus Cort Nielsen                                        | Danemark                                                   | EF Education-EasyPost                                      | 8                                                          |
| 3e                                                         | Alessandro De Marchi                                       | Italie                                                     | Jayco AlUla                                                | 6                                                          |
| 4e                                                         | Derek Gee                                                  | Canada                                                     | Israel-Premier Tech                                        | 4                                                          |
| 5e                                                         | Davide Formolo                                             | Italie                                                     | UAE Emirates                                               | 2                                                          |
| 6e                                                         | Pavel Sivakov                                              | Italie                                                     | Ineos Grenadiers                                           | 1                                                          |
| modifier                                                   |                                                            |                                                            |                                                            |                                                            |

| Monteperpoli (km 120,7) 4e catégorie (2,6 km à 7,9%) | Monteperpoli (km 120,7) 4e catégorie (2,6 km à 7,9%) | Monteperpoli (km 120,7) 4e catégorie (2,6 km à 7,9%) | Monteperpoli (km 120,7) 4e catégorie (2,6 km à 7,9%) | Monteperpoli (km 120,7) 4e catégorie (2,6 km à 7,9%) |
| ---------------------------------------------------- | ---------------------------------------------------- | ---------------------------------------------------- | ---------------------------------------------------- | ---------------------------------------------------- |
|                                                      | Coureur                                              | Pays                                                 | Équipe                                               | Point(s)                                             |
| 1er                                                  | Derek Gee                                            | Canada                                               | Israel-Premier Tech                                  | 3                                                    |
| 2e                                                   | Magnus Cort Nielsen                                  | Danemark                                             | EF Education-EasyPost                                | 2                                                    |
| 3e                                                   | Alessandro De Marchi                                 | Italie                                               | Jayco AlUla                                          | 1                                                    |
| modifier                                             |                                                      |                                                      |                                                      |                                                      |

### Points attribués pour le classement des sprints intermédiaires
| Sprint intermédiaire Villa Minozzo (km 48,1) | Sprint intermédiaire Villa Minozzo (km 48,1) | Sprint intermédiaire Villa Minozzo (km 48,1) | Sprint intermédiaire Villa Minozzo (km 48,1) | Sprint intermédiaire Villa Minozzo (km 48,1) |
| -------------------------------------------- | -------------------------------------------- | -------------------------------------------- | -------------------------------------------- | -------------------------------------------- |
|                                              | Coureur                                      | Pays                                         | Équipe                                       | Point(s)                                     |
| 1er                                          | Davide Bais                                  | Italie                                       | Eolo-Kometa                                  | 10                                           |
| 2e                                           | Alessandro De Marchi                         | Italie                                       | Jayco AlUla                                  | 6                                            |
| 3e                                           | Magnus Cort Nielsen                          | Danemark                                     | EF Education-EasyPost                        | 3                                            |
| 4e                                           | Derek Gee                                    | Canada                                       | Israel-Premier Tech                          | 2                                            |
| 5e                                           | Jonathan Milan                               | Italie                                       | Bahrain Victorious                           | 1                                            |
| modifier                                     |                                              |                                              |                                              |                                              |

| Sprint intermédiaire Ponte a Moriano (km 154,1) | Sprint intermédiaire Ponte a Moriano (km 154,1) | Sprint intermédiaire Ponte a Moriano (km 154,1) | Sprint intermédiaire Ponte a Moriano (km 154,1) | Sprint intermédiaire Ponte a Moriano (km 154,1) |
| ----------------------------------------------- | ----------------------------------------------- | ----------------------------------------------- | ----------------------------------------------- | ----------------------------------------------- |
|                                                 | Coureur                                         | Pays                                            | Équipe                                          | Point(s)                                        |
| 1er                                             | Magnus Cort Nielsen                             | Danemark                                        | EF Education-EasyPost                           | 10                                              |
| 2e                                              | Alessandro De Marchi                            | Italie                                          | Jayco AlUla                                     | 6                                               |
| 3e                                              | Derek Gee                                       | Canada                                          | Israel-Premier Tech                             | 3                                               |
| 4e                                              | Louis Vervaeke                                  | Belgique                                        | Soudal Quick-Step                               | 2                                               |
| 5e                                              | Christian Scaroni                               | Italie                                          | Astana Qazaqstan                                | 1                                               |
| modifier                                        |                                                 |                                                 |                                                 |                                                 |

### Bonifications
|   | Coureur              | Pays     | Équipe                | Secondes |
| - | -------------------- | -------- | --------------------- | -------- |
| 1 | Magnus Cort Nielsen  | Danemark | EF Education-EasyPost | 3 s      |
| 2 | Alessandro De Marchi | Italie   | Jayco AlUla           | 2 s      |
| 3 | Derek Gee            | Canada   | Israel-Premier Tech   | 1 s      |

|   | Coureur              | Pays     | Équipe                | Secondes |
| - | -------------------- | -------- | --------------------- | -------- |
| 1 | Magnus Cort Nielsen  | Danemark | EF Education-EasyPost | 10 s     |
| 2 | Derek Gee            | Canada   | Israel-Premier Tech   | 6 s      |
| 3 | Alessandro De Marchi | Italie   | Jayco AlUla           | 4 s      |

## Classements à l'issue de l'étape

### Classement général
| \| Classement général \| Classement général \| Classement général \| Classement général \| Classement général \| \| Coureur \| Coureur \| Pays \| Équipe \| Temps \| \| ------------------ \| ------------------ \| ------------------ \| ------------------ \| ------------------ \| \| 1er \| Geraint Thomas \| Royaume-Uni \| Ineos Grenadiers \| 39 h 26 min 33 s \| \| 2e \| Primož Roglič \| Slovénie \| Jumbo-Visma \| + 2 s \| \| 3e \| Tao Geoghegan Hart \| Royaume-Uni \| Ineos Grenadiers \| + 5 s \| \| 4e \| João Almeida \| Portugal \| UAE Team Emirates \| + 22 s \| \| 5e \| Andreas Leknessund \| Norvège \| Team DSM \| + 35 s \| \| 6e \| Damiano Caruso \| Italie \| Bahrain Victorious \| + 1 min 28 s \| \| 7e \| Lennard Kämna \| Allemagne \| Bora-Hansgrohe \| + 1 min 52 s \| \| 8e \| Pavel Sivakov \| France \| Ineos Grenadiers \| + 2 min 15 s \| \| 9e \| Eddie Dunbar \| Irlande \| Team Jayco AlUla \| + 2 min 32 s \| \| 10e \| Thymen Arensman \| Pays-Bas \| Ineos Grenadiers \| + 2 min 32 s \| |                    |             |                    |                  |
| |                    |             |                    |                  |
| Source : ProCyclingStats |                    |             |                    |                  |
| Classement général |                    |             |                    |                  |
| Coureur | Coureur            | Pays        | Équipe             | Temps            |
| 1er | Geraint Thomas     | Royaume-Uni | Ineos Grenadiers   | 39 h 26 min 33 s |
| 2e | Primož Roglič      | Slovénie    | Jumbo-Visma        | + 2 s            |
| 3e | Tao Geoghegan Hart | Royaume-Uni | Ineos Grenadiers   | + 5 s            |
| 4e | João Almeida       | Portugal    | UAE Team Emirates  | + 22 s           |
| 5e | Andreas Leknessund | Norvège     | Team DSM           | + 35 s           |
| 6e | Damiano Caruso     | Italie      | Bahrain Victorious | + 1 min 28 s     |
| 7e | Lennard Kämna      | Allemagne   | Bora-Hansgrohe     | + 1 min 52 s     |
| 8e | Pavel Sivakov      | France      | Ineos Grenadiers   | + 2 min 15 s     |
| 9e | Eddie Dunbar       | Irlande     | Team Jayco AlUla   | + 2 min 32 s     |
| 10e | Thymen Arensman    | Pays-Bas    | Ineos Grenadiers   | + 2 min 32 s     |

| Classement par points | Classement par points  | Classement par points | Classement par points | Classement par points |
| Coureur               | Coureur                | Pays                  | Équipe                | Points                |
| --------------------- | ---------------------- | --------------------- | --------------------- | --------------------- |
| 1er                   | Jonathan Milan         | Italie                | Bahrain Victorious    | 127 pts               |
| 2e                    | Mads Pedersen          | Danemark              | Trek-Segafredo        | 109 pts               |
| 3e                    | Kaden Groves           | Australie             | Alpecin-Deceuninck    | 100 pts               |
| 4e                    | Derek Gee              | Canada                | Israel-Premier Tech   | 64 pts                |
| 5e                    | Michael Matthews       | Australie             | Team Jayco AlUla      | 60 pts                |
| 6e                    | Magnus Cort Nielsen    | Danemark              | EF Education-EasyPost | 56 pts                |
| 7e                    | Davide Bais            | Italie                | Eolo-Kometa           | 39 pts                |
| 8e                    | Pascal Ackermann       | Allemagne             | UAE Team Emirates     | 38 pts                |
| 9e                    | Alessandro De Marchi   | Italie                | Team Jayco AlUla      | 37 pts                |
| 10e                   | Aurélien Paret-Peintre | France                | AG2R Citroën Team     | 33 pts                |

| Classement par points | Classement par points  | Classement par points | Classement par points | Classement par points |
| Coureur               | Coureur                | Pays                  | Équipe                | Points                |
| --------------------- | ---------------------- | --------------------- | --------------------- | --------------------- |
| 1er                   | Jonathan Milan         | Italie                | Bahrain Victorious    | 127 pts               |
| 2e                    | Mads Pedersen          | Danemark              | Trek-Segafredo        | 109 pts               |
| 3e                    | Kaden Groves           | Australie             | Alpecin-Deceuninck    | 100 pts               |
| 4e                    | Derek Gee              | Canada                | Israel-Premier Tech   | 64 pts                |
| 5e                    | Michael Matthews       | Australie             | Team Jayco AlUla      | 60 pts                |
| 6e                    | Magnus Cort Nielsen    | Danemark              | EF Education-EasyPost | 56 pts                |
| 7e                    | Davide Bais            | Italie                | Eolo-Kometa           | 39 pts                |
| 8e                    | Pascal Ackermann       | Allemagne             | UAE Team Emirates     | 38 pts                |
| 9e                    | Alessandro De Marchi   | Italie                | Team Jayco AlUla      | 37 pts                |
| 10e                   | Aurélien Paret-Peintre | France                | AG2R Citroën Team     | 33 pts                |

| Classement de la montagne | Classement de la montagne | Classement de la montagne | Classement de la montagne  | Classement de la montagne |
| Coureur                   | Coureur                   | Pays                      | Équipe                     | Points                    |
| ------------------------- | ------------------------- | ------------------------- | -------------------------- | ------------------------- |
| 1er                       | Davide Bais               | Italie                    | Eolo-Kometa                | 104 pts                   |
| 2e                        | Thibaut Pinot             | France                    | Groupama-FDJ               | 50 pts                    |
| 3e                        | Karel Vacek               | Tchéquie                  | Team Corratec-Selle Italia | 36 pts                    |
| 4e                        | Amanuel Ghebreigzabhier   | Érythrée                  | Trek-Segafredo             | 26 pts                    |
| 5e                        | Ben Healy                 | Irlande                   | EF Education-EasyPost      | 24 pts                    |
| 6e                        | Aurélien Paret-Peintre    | France                    | AG2R Citroën Team          | 22 pts                    |
| 7e                        | Alessandro De Marchi      | Italie                    | Team Jayco AlUla           | 21 pts                    |
| 8e                        | Francesco Gavazzi         | Italie                    | Eolo-Kometa                | 18 pts                    |
| 9e                        | Warren Barguil            | France                    | Arkéa-Samsic               | 16 pts                    |
| 10e                       | Santiago Buitrago         | Colombie                  | Bahrain Victorious         | 12 pts                    |

| Classement de la montagne | Classement de la montagne | Classement de la montagne | Classement de la montagne  | Classement de la montagne |
| Coureur                   | Coureur                   | Pays                      | Équipe                     | Points                    |
| ------------------------- | ------------------------- | ------------------------- | -------------------------- | ------------------------- |
| 1er                       | Davide Bais               | Italie                    | Eolo-Kometa                | 104 pts                   |
| 2e                        | Thibaut Pinot             | France                    | Groupama-FDJ               | 50 pts                    |
| 3e                        | Karel Vacek               | Tchéquie                  | Team Corratec-Selle Italia | 36 pts                    |
| 4e                        | Amanuel Ghebreigzabhier   | Érythrée                  | Trek-Segafredo             | 26 pts                    |
| 5e                        | Ben Healy                 | Irlande                   | EF Education-EasyPost      | 24 pts                    |
| 6e                        | Aurélien Paret-Peintre    | France                    | AG2R Citroën Team          | 22 pts                    |
| 7e                        | Alessandro De Marchi      | Italie                    | Team Jayco AlUla           | 21 pts                    |
| 8e                        | Francesco Gavazzi         | Italie                    | Eolo-Kometa                | 18 pts                    |
| 9e                        | Warren Barguil            | France                    | Arkéa-Samsic               | 16 pts                    |
| 10e                       | Santiago Buitrago         | Colombie                  | Bahrain Victorious         | 12 pts                    |

| Classement du meilleur jeune | Classement du meilleur jeune | Classement du meilleur jeune | Classement du meilleur jeune | Classement du meilleur jeune |
| Coureur                      | Coureur                      | Pays                         | Équipe                       | Temps                        |
| ---------------------------- | ---------------------------- | ---------------------------- | ---------------------------- | ---------------------------- |
| 1er                          | João Almeida                 | Portugal                     | UAE Team Emirates            | 39 h 26 min 55 s             |
| 2e                           | Andreas Leknessund           | Norvège                      | Team DSM                     | + 13 s                       |
| 3e                           | Thymen Arensman              | Pays-Bas                     | Ineos Grenadiers             | + 2 min 10 s                 |
| 4e                           | Santiago Buitrago            | Colombie                     | Bahrain Victorious           | + 4 min 18 s                 |
| 5e                           | Ilan Van Wilder              | Belgique                     | Soudal Quick-Step            | + 11 min 45 s                |
| 6e                           | Alexander Cepeda             | Équateur                     | EF Education-EasyPost        | + 13 min 23 s                |
| 7e                           | Einer Rubio                  | Colombie                     | Movistar Team                | + 16 min 48 s                |
| 8e                           | Michel Hessmann              | Allemagne                    | Jumbo-Visma                  | + 17 min 50 s                |
| 9e                           | Filippo Zana                 | Italie                       | Team Jayco AlUla             | + 23 min 52 s                |
| 10e                          | Marco Frigo                  | Italie                       | Israel-Premier Tech          | + 25 min 29 s                |

| Classement du meilleur jeune | Classement du meilleur jeune | Classement du meilleur jeune | Classement du meilleur jeune | Classement du meilleur jeune |
| Coureur                      | Coureur                      | Pays                         | Équipe                       | Temps                        |
| ---------------------------- | ---------------------------- | ---------------------------- | ---------------------------- | ---------------------------- |
| 1er                          | João Almeida                 | Portugal                     | UAE Team Emirates            | 39 h 26 min 55 s             |
| 2e                           | Andreas Leknessund           | Norvège                      | Team DSM                     | + 13 s                       |
| 3e                           | Thymen Arensman              | Pays-Bas                     | Ineos Grenadiers             | + 2 min 10 s                 |
| 4e                           | Santiago Buitrago            | Colombie                     | Bahrain Victorious           | + 4 min 18 s                 |
| 5e                           | Ilan Van Wilder              | Belgique                     | Soudal Quick-Step            | + 11 min 45 s                |
| 6e                           | Alexander Cepeda             | Équateur                     | EF Education-EasyPost        | + 13 min 23 s                |
| 7e                           | Einer Rubio                  | Colombie                     | Movistar Team                | + 16 min 48 s                |
| 8e                           | Michel Hessmann              | Allemagne                    | Jumbo-Visma                  | + 17 min 50 s                |
| 9e                           | Filippo Zana                 | Italie                       | Team Jayco AlUla             | + 23 min 52 s                |
| 10e                          | Marco Frigo                  | Italie                       | Israel-Premier Tech          | + 25 min 29 s                |

| Classement par équipes | Classement par équipes | Classement par équipes | Classement par équipes |
| Équipe                 | Équipe                 | Pays                   | Temps                  |
| ---------------------- | ---------------------- | ---------------------- | ---------------------- |
| 1re                    | Ineos Grenadiers       | Royaume-Uni            | 118 h 19 min 48 s      |
| 2e                     | EF Education-EasyPost  | États-Unis             | + 6 min 17 s           |
| 3e                     | Bahrain Victorious     | Bahreïn                | + 6 min 19 s           |
| 4e                     | Jumbo-Visma            | Pays-Bas               | + 8 min 09 s           |
| 5e                     | UAE Team Emirates      | Émirats arabes unis    | + 10 min 45 s          |
| 6e                     | Soudal Quick-Step      | Belgique               | + 17 min 46 s          |
| 7e                     | Bora-Hansgrohe         | Allemagne              | + 20 min 22 s          |
| 8e                     | Groupama-FDJ           | France                 | + 27 min 01 s          |
| 9e                     | Israel-Premier Tech    | Israël                 | + 27 min 21 s          |
| 10e                    | Astana Qazaqstan Team  | Kazakhstan             | + 33 min 01 s          |

| Classement par équipes | Classement par équipes | Classement par équipes | Classement par équipes |
| Équipe                 | Équipe                 | Pays                   | Temps                  |
| ---------------------- | ---------------------- | ---------------------- | ---------------------- |
| 1re                    | Ineos Grenadiers       | Royaume-Uni            | 118 h 19 min 48 s      |
| 2e                     | EF Education-EasyPost  | États-Unis             | + 6 min 17 s           |
| 3e                     | Bahrain Victorious     | Bahreïn                | + 6 min 19 s           |
| 4e                     | Jumbo-Visma            | Pays-Bas               | + 8 min 09 s           |
| 5e                     | UAE Team Emirates      | Émirats arabes unis    | + 10 min 45 s          |
| 6e                     | Soudal Quick-Step      | Belgique               | + 17 min 46 s          |
| 7e                     | Bora-Hansgrohe         | Allemagne              | + 20 min 22 s          |
| 8e                     | Groupama-FDJ           | France                 | + 27 min 01 s          |
| 9e                     | Israel-Premier Tech    | Israël                 | + 27 min 21 s          |
| 10e                    | Astana Qazaqstan Team  | Kazakhstan             | + 33 min 01 s          |

## Abandons
- Sven Erik Bystrøm (Intermarché-Circus-Wanty) : non-partant (positif au Covid-19)
- Remco Evenepoel (Soudal Quick-Step) : non-partant (positif au Covid-19)
- Erik Fetter (Eolo-Kometa) : abandon
- Stefan Küng (Groupama-FDJ) : non-partant
- Simone Petilli (Intermarché-Circus-Wanty) : abandon
- Domenico Pozzovivo (Israel-Premier Tech) : non-partant (positif au Covid-19)
- Oscar Riesebeek (Alpecin-Deceuninck) : non-partant
- Callum Scotson (Jayco AlUla) : non-partant (positif au Covid-19)
- Rein Taaramäe (Intermarché-Circus-Wanty) : non-partant
- Martijn Tusveld (DSM) : abandon
- Rigoberto Urán (EF Education-EasyPost) : non-partant (positif au Covid-19)
- Aleksandr Vlasov (Bora-Hansgrohe) : abandon
- Mads Würtz Schmidt (Israel-Premier Tech) : non-partant